# Davis Cup 1954
In 1954 werd het toernooi om de Davis Cup  voor de 43e keer gehouden. De Davis Cup is het meest prestigieuze tennistoernooi voor landen dat sinds 1900 elk jaar wordt georganiseerd.
De Verenigde Staten won voor de 17e keer de Davis Cup door in de finale Australië met 3-2 te verslaan.
De deelnemers strijden in twee verschillende regionale zones tegen elkaar. De twee zonewinnaars spelen in het interzonaal toernooi tegen elkaar. De winnaar daarvan speelt tegen de regerend kampioen om de Davis Cup.

## Finale
Australië -  Verenigde Staten 2-3 (Sydney, Australië, 27-29 december)

## Interzonaal Toernooi
Verenigde Staten -  Zweden 5-0 (Brisbane, Australië, 16-18 december)

## België
België speelt in de Europese zone.
| datum      | tegenstander        | uitslag | locatie | groep   | ronde        | winst/verlies |
| ---------- | ------------------- | ------- | ------- | ------- | ------------ | ------------- |
| 19-07-1954 | Zweden              | 2-3     | uit     | EUR udt | halve finale | v             |
| 12-06-1954 | Verenigd Koninkrijk | 3-2     | uit     | EUR udt | kwartfinale  | w             |
| 16-05-1954 | Joegoslavië         | 5-0     | thuis   | EUR udt | 2e ronde     | w             |

België bereikte de halve finale van de Europese zone, waarin het werd uitgeschakeld door de latere winnaar van deze zone, Zweden.

## Nederland
Nederland speelt in de Europese zone.
| datum      | tegenstander | uitslag | locatie | groep   | ronde    | winst/verlies |
| ---------- | ------------ | ------- | ------- | ------- | -------- | ------------- |
| 02-05-1954 | Spanje       | 1-4     | thuis   | EUR udt | 1e ronde | v             |

Nederland werd al in de eerste ronde uitgeschakeld.
| niveau 1 | niveau 2 | niveau 3 | niveau 4 | niveau 5 |

Algemeen · Opzet · Finales · Winnaars 
 België ·  Nederland ·  Aruba ·  Nederlandse Antillen 

1900 · 1901 · 1902 · 1903 · 1904 · 1905 · 1906 · 1907 · 1908 · 1909 · 1910 · 1911 · 1912 · 1913 · 1914 · 1915 · 1916 · 1917 · 1918 · 1919 · 1920 · 1921 · 1922 · 1923 · 1924 · 1925 · 1926 · 1927 · 1928 · 1929 · 1930 · 1931 · 1932 · 1933 · 1934 · 1935 · 1936 · 1937 · 1938 · 1939 · 1940 · 1941 · 1942 · 1943 · 1944 · 1945 · 1946 · 1947 · 1948 · 1949 · 1950 · 1951 · 1952 · 1953 · 1954 · 1955 · 1956 · 1957 · 1958 · 1959 · 1960 · 1961 · 1962 · 1963 · 1964 · 1965 · 1966 · 1967 · 1968 · 1969 · 1970 · 1971 · 1972 · 1973 · 1974 · 1975 · 1976 · 1977 · 1978 · 1979 · 1980 · 1981 · 1982 · 1983 · 1984 · 1985 · 1986 · 1987 · 1988 · 1989 · 1990 · 1991 · 1992 · 1993 · 1994 · 1995 · 1996 · 1997 · 1998 · 1999 · 2000 · 2001 · 2002 · 2003 · 2004 · 2005 · 2006 · 2007 · 2008 · 2009 · 2010 · 2011 · 2012 · 2013 · 2014 · 2015 · 2016 · 2017 · 2018 · 2019 · 2020-2021 · 2022 · 2023 · 2024 · 2025